# Траса імені Рікардо Тормо
Траса імені Рікардо Тормо, також знана як Траса Валенсія, повна офіційна назва Траса регіону Валенсія Рікардо Тормо (ісп. Circuit de la Comunitat Valenciana Ricardo Tormo) — автомотодром, розташований у Честе в провінції Валенсія, Іспанія. Збудована 1999 року. Містить 60 тис. сидячих місць, максимально може прийняти до 150 000 глядачів. Названа на честь іспанського мотогонщика, дворазового чемпіона світу з шосейно-кільцевих мотоперегонів MotoGP Рікардо Тормо.

## Нагороди
За роки проведення на трасі різноманітних змагань, організатори отримали кілька нагород:
- Краще Гран-Прі MotoGP (IRTA BEST GRAND PRIX) — 2003, 2004 та 2006 роки;
- Найкраща організація етапу Супербайк — 2000 та 2006 роки;
- Краще Гран-Прі чемпіонату серед вантажівок — 2001рік.